# Robert Burks
Robert Burks (Chino, 4 luglio 1909 – Newport Beach, 13 maggio 1968) è stato un direttore della fotografia statunitense.
È stato il direttore della fotografia in dodici film di Alfred Hitchcock: L'altro uomo (1951), Io confesso (1953), La finestra sul cortile (1954), Il delitto perfetto (1954), Caccia al ladro (1955), La congiura degli innocenti (1955), L'uomo che sapeva troppo (1956), Il ladro (1956), La donna che visse due volte (1958), Intrigo internazionale (1959), Gli uccelli (1963) e Marnie (1964).

## Filmografia parziale

### Direttore della fotografia
- Jammin' the Blues, regia di Gjon Mili - documentario cortometraggio (1944)
- La fonte meravigliosa (The Fountainhead), regia di King Vidor (1949)
- Peccato (Beyond the Forest), regia di King Vidor (1949)
- Lo zoo di vetro (The Glass Menagerie), regia di Irving Rapper (1950)
- Alcool (Come Fill the Cup), regia di Gordon Douglas (1951)
- L'altro uomo (Strangers on a Train), regia di Alfred Hitchcock (1951)
- La città è salva (The Enforcer), regia di Bretaigne Windust e Raoul Walsh (1951)
- C'è posto per tutti (Room for One More), regia di Norman Taurog (1952)
- Io confesso (I Confess), regia di Alfred Hitchcock (1953)
- I cavalieri di Allah (Desert Song), regia di H. Bruce Humberstone (1953)
- Hondo, regia di John Farrow (1953)
- Il delitto perfetto (Dial M for Murder), regia di Alfred Hitchcock (1954)
- La finestra sul cortile (Rear Window), regia di Alfred Hitchcock (1954)
- Caccia al ladro (To Catch a Thief), regia di Alfred Hitchcock (1955)
- La congiura degli innocenti (The Trouble with Harry), regia di Alfred Hitchcock (1955)
- L'uomo che sapeva troppo (The Man Who Knew Too Much), regia di Alfred Hitchcock (1956)
- Il ladro (The Wrong Man), regia di Alfred Hitchcock (1956)
- L'aquila solitaria (The Spirit of St. Louis), regia di Billy Wilder (1957)
- La donna che visse due volte (Vertigo), regia di Alfred Hitchcock (1958)
- Ma non per me (But Not for Me), regia di Walter Lang (1959)
- Intrigo internazionale (North by Northwest), regia di Alfred Hitchcock (1959)
- Capobanda (The Music Man), regia di Morton DaCosta (1962)
- Gli uccelli (The Birds), regia di Alfred Hitchcock (1963)
- Marnie, regia di Alfred Hitchcock (1964)
- Incontro al Central Park (A Patch of Blue), regia di Guy Green (1965)

### Effetti speciali
- Saturday's Children, regia di Vincent Sherman (1940)
- Arsenico e vecchi merletti (Arsenic and Old Lace), regia di Frank Capra (1944)
- Le tigri della Birmania (God Is My Co-Pilot), regia di Robert Florey (1945)

## Riconoscimenti

### Premio Oscar
- Miglior fotografia per Caccia al ladro (1956)
- Candidatura alla miglior fotografia per L'altro uomo (1952), La finestra sul cortile (1955) e Incontro al Central Park (1966)